# Russische militaire begraafplaats in Fürstenberg
De Russische militaire begraafplaats in Fürstenberg is een militaire begraafplaats in Brandenburg, Duitsland. Op de begraafplaats liggen omgekomen Russische militairen uit de Tweede Wereldoorlog.

## Begraafplaats
Vrijwel alle militairen kwamen aan het einde van de oorlog om het leven. Een groot monument herinnert aan de slachtoffers. Er liggen 131 omgekomen militairen.